# SAKAMOTO (GReeeeNの曲)
「SAKAMOTO」（サカモト）は、GReeeeNの楽曲で、25枚目のシングル。2015年8月19日にZEN MUSICから発売された。

## 収録曲
- 全曲、作詞・作曲：GReeeeN　編曲：JIN

1. SAKAMOTO [4:39]
- 赤城乳業『ガリガリ君リッチほとばしる青春の味』CMソング

2. KARAKARA [4:24]
- よみうりランド『よみUReeeeN Land』テーマソング

## 収録アルバム
- 縁（#1）
- ALL SINGLeeeeS 〜& New Beginning〜（#1）